# Istiblennius enosimae
Istiblennius enosimae là một loài cá biển thuộc chi Istiblennius trong họ Cá mào gà. Loài cá này được mô tả lần đầu tiên vào năm 1902.
Mặc dù trước đây được xem là đồng nghĩa của Istiblennius edentulus theo Springer và Williams (1994), I. enosimae vẫn được nhiều nhà nghiên cứu sau đó coi là hợp lệ. Williams (2024) cũng đã công nhận I. enosimae là một loài hợp lệ.

## Từ nguyên
Từ định danh enosimae được đặt theo tên gọi của đảo Enoshima (thuộc tỉnh Kanagawa, Nhật), nơi đã thu thập mẫu định danh của loài này.

## Phân bố và môi trường sống
I. enosimae có phân bố giới hạn ở Tây Bắc Thái Bình Dương, bao gồm miền nam Nhật Bản (từ tỉnh Hyogo dọc theo bờ biển Hoa Đông thuộc Nhật và dọc bờ biển Thái Bình Dương từ Kyushu đến đảo Tokunoshima) và Hàn Quốc (gồm cả đảo Jeju). Ghi nhận về loài này từ vùng biển thuộc Nga cần được xem lại.
I. enosimae sống ở vùng gian triều, trên bờ biển đá và trong vũng thủy triều, độ sâu đến 11 m.

## Sinh thái
Trứng của I. enosimae có chất kết dính, được gắn vào chất nền thông qua một tấm đế dính dạng sợi. Cá bột là dạng phiêu sinh vật, thường được tìm thấy ở vùng nước nông gần bờ.
Cá đực tán tỉnh cá cái lang thang gần tổ của chúng vào thời điểm thủy triều xuống. Sự thành công trong sinh sản của cá đực phụ thuộc vào kích thước cơ thể lớn và/hoặc kích thước tổ lớn.